# Gerstle-Gletscher
Der Gerstle-Gletscher ist ein 22,5 km langer Talgletscher in der nördlichen Alaskakette in Alaska (USA). 
Das 2100 m hoch gelegene Nährgebiet des Gerstle-Gletschers befindet sich an der Ostflanke des Sight Peak. Der Gletscher strömt in nördlicher Richtung. An seiner Westflanke erhebt sich der Berg White Princess. Ein größerer Tributärgletscher mündet linksseitig in den Hauptgletscher. Der lediglich 850 m breite Talgletscher endet schließlich auf einer Höhe von 850 m. Die Gletscherzunge speist den Gerstle River, einen linken Nebenfluss des Tanana River. Der Gerstle-Gletscher ist stark im Rückzug begriffen.
Der Name des Gletschers leitet sich von dem Flussnamen ab. Dieser wurde nach Lewis Gerstle, Vorsitzender der Alaska Commercial Company, benannt.